# Alcazar (Band)
Alcazar war eine schwedische Popgruppe. Die Band wurde im Jahr 1999 vom schwedischen Künstler Alexander Bard initiiert, der mit Army of Lovers und Vacuum Bekanntheit erlangte. Die drei weiteren Mitglieder waren Andreas Lundstedt, Tess Merkel und Annikafiore Kjærgaard (geb. Annika Eva Ingegerd Johansson).

## Bandgeschichte
Mit ihrer ersten Single Shine On landeten sie in ihrer Heimat einen Hit. Den europaweiten Durchbruch schaffte das Trio mit seiner dritten Single Crying at the Discoteque im Sommer 2001, die weitgehend auf dem Hit Spacer von Sheila & B. Devotion aus dem Jahr 1979 basiert.
Beide Songs sind auf dem Debütalbum Casino zu finden. Spätere Pressungen der CD enthalten auch eine Coverversion des Human-League-Klassikers Don’t You Want Me, die im Frühjahr 2002 auch als Single ausgekoppelt wurde.
Im Dezember 2002 schloss sich Magnus Carlsson der Band an. Gemeinsam mit ihm entstand das zweite Album Alcazarized, das in Schweden bereits 2003, im Rest Europas in einer internationalen Version im Sommer 2004 erschien.
Im Herbst 2004 erreichten sie mit ihrer Single This Is the World We Live In die deutschen Singlecharts, ein Mashup, der Samples des Nummer-eins-Hits Upside Down von Diana Ross aus dem Jahr 1980 und des Refrains des Genesis-Hits Land of Confusion aus dem Jahr 1986 vermischt.
In den Jahren 2003 und 2005 nahmen Alcazar beim schwedischen Vorentscheid zum Eurovision Song Contest teil. Dabei belegten sie mit Not a Sinner, Nor a Saint (2003) den zweiten und mit Alcastar (2005) den dritten Platz.
2006 nahm das Bandmitglied Andreas Lundstedt als Teil der gecasteten Gruppe six4one für die Schweiz am Eurovision Song Contest teil. 2007 sang er in der schwedischen Vorentscheidung zum Eurovision Song Contest, scheiterte mit seinem Titel Move aber schon in der ersten Vorrunde. Das Bandmitglied Magnus Carlsson startete in der dritten Vorrunde des Melodifestivalen 2007 am 17. Februar 2007 mit seinem Titel Live Forever und scheiterte ebenfalls.
Im Februar 2008 formierte sich die Gruppe neu; von der Originalbesetzung waren dann nur noch Andreas Lundstedt und Tess Merkel als Gruppenmitglieder dabei. Neu dazu gekommen war die schwedische Sängerin Lina Hedlund. Die Single Keep On Rockin erschien am 4. Februar 2008 ausschließlich in Schweden.

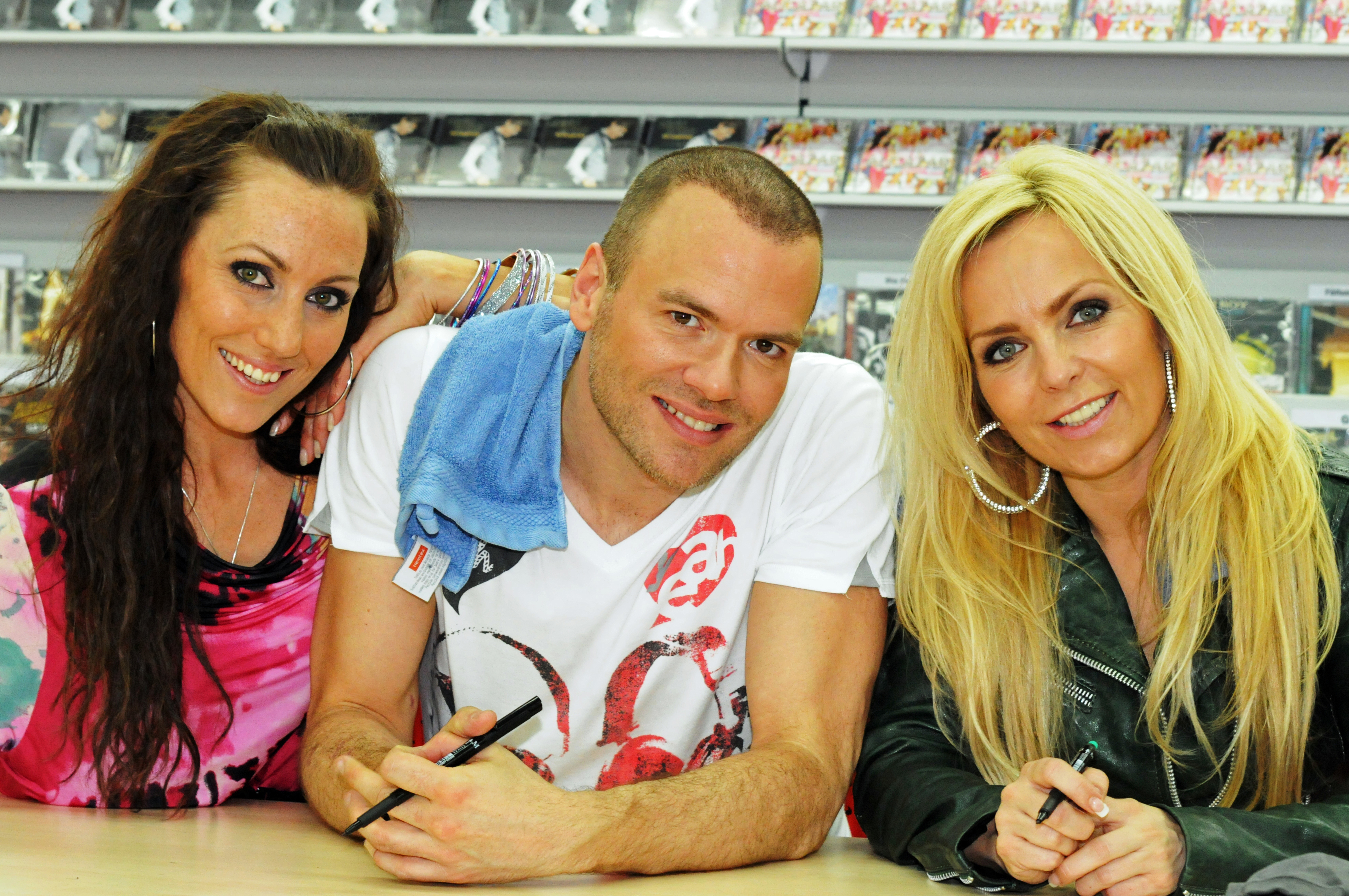
Alcazar (2009)

Am 7. Februar 2009 nahmen Alcazar in neuer Formation an der ersten Vorrunde des Melodifestivalen, dem schwedischen Vorentscheid zum Eurovision Song Contest, teil und erreichten mit dem Titel Stay the Night direkt das Finale. Beim Melodifestivalen 2010 schied ihr Titel Headlines in der Andra-Chansen-Runde gegen Jessica Andersson aus.
Im Juni 2011 wurde auf der Homepage bekanntgegeben, dass die Band ab August 2011 eine Pause einlegen wird und keine weiteren Auftritte geplant sind.
Im Februar 2013 traten Alcazar im Rahmenprogramm des Halbfinales des Melodifestivalen im schwedischen Fernsehen auf.
Im März 2014 nahmen Alcazar am Melodifestivalen teil und erreichte mit Blame it on the Disco im Finale den 3. Platz. Beim Finale des Eurovision Song Contest 2014 durften sie im Finale die schwedische Punktevergabe verlesen.
Im Jahr 2018 gaben sie ihre Auflösung nach einer Abschiedstour bekannt.
Am 11. Mai 2024 trat die Band überraschend im Zwischenprogramm des Eurovision Song Contest 2024 im schwedischen Malmö auf und spielte ihren Hit Crying at the Discoteque.
Am 22. Juni 2025 trat die Band beim ZDF Fernsehgarten mit ihrem Hit Crying at the Discoteque auf. 

## Diskografie
Studioalben

| Jahr | Titel           | Höchstplatzierung, Gesamtwochen, AuszeichnungChartplatzierungen (Jahr, Titel, Platzierungen, Wochen, Auszeichnungen, Anmerkungen) | Höchstplatzierung, Gesamtwochen, AuszeichnungChartplatzierungen (Jahr, Titel, Platzierungen, Wochen, Auszeichnungen, Anmerkungen) | Höchstplatzierung, Gesamtwochen, AuszeichnungChartplatzierungen (Jahr, Titel, Platzierungen, Wochen, Auszeichnungen, Anmerkungen) | Höchstplatzierung, Gesamtwochen, AuszeichnungChartplatzierungen (Jahr, Titel, Platzierungen, Wochen, Auszeichnungen, Anmerkungen) | Höchstplatzierung, Gesamtwochen, AuszeichnungChartplatzierungen (Jahr, Titel, Platzierungen, Wochen, Auszeichnungen, Anmerkungen) | Anmerkungen                            |
| Jahr | Titel           | DE | AT | CH | UK | SE | Anmerkungen                            |
| ---- | --------------- | --- | --- | --- | --- | --- | -------------------------------------- |
| 2000 | Casino          | DE34 (5 Wo.)DE | — | — | — | SE40 (6 Wo.)SE | Erstveröffentlichung: 18. Oktober 2000 |
| 2003 | Alcazarized     | DE46 (3 Wo.)DE | — | CH43 (4 Wo.)CH | — | SE2 (15 Wo.)SE | Erstveröffentlichung: 8. Mai 2003      |
| 2009 | Disco Defenders | — | — | — | — | SE4 (18 Wo.)SE | Erstveröffentlichung: 6. März 2009     |